# 金原亭馬生
金原亭 馬生（きんげんてい ばしょう）は、落語家の名跡。当代は11代目。
名跡の由来は、野馬の生産地として有名な金原（こがねはら：小金原とも書き下総中野牧の一部）で馬が生まれるという意味の地口である。
初代馬生を祖とする一門は馬派（うまは）と呼ばれた。馬派に属していた落語家は、蝶花楼馬楽や鈴々舎馬風の様に、馬の字は使っても亭号は独自のものを使用していた者が多い（但し、馬楽・馬風の名跡は後に柳派の流れを汲む落語家に継承される様になった）。
大正時代、東京で同時期に「馬生」が2人存在したことがある。5代目が大阪に移住していた間に6代目が誕生し、その後5代目が帰京したため、この様な事態が生じた。寄席ではめくりの色を変えて峻別した。めくりは通常は黒字で書くが、5代目の馬生は赤字で（赤馬生）、6代目の馬生は黒字で（黒馬生）書き表した。この2人馬生時代は、6代目馬生が4代目古今亭志ん生を襲名する1924年まで続いた。
- 初代金原亭馬生
- 二代目金原亭馬生 - 後∶初代五明楼玉輔
- 三代目金原亭馬生
- 四代目金原亭馬生
- 五代目金原亭馬生
- 六代目金原亭馬生 - 後∶四代目古今亭志ん生
- 七代目金原亭馬生（襲名以前に古今亭馬生を名乗ったことがある） - 後∶五代目古今亭志ん生
- 八代目金原亭馬生
- 九代目金原亭馬生
- 十代目金原亭馬生
- 十一代目金原亭馬生 - 当代

## 二人の馬生
6代目の死後、7代目が馬生を襲名する前に、大阪にいた5代目の弟子であった金原亭馬きん（本名：小林捨吉）が馬生に改名している。この馬きん改め馬生は後に帰京したが既に8代目馬生がいたため、一旦浅草亭馬道と改名し、8代目の死後改めて9代目馬生を襲名した。